# Харитоновы
Харитоновы — русский дворянский род, записанный в VΙ ч. родословной книги Оренбургской губернии и ведущий начало от «самарянина» Алексея Харитонова, внесенного в «десятню» (по Самарской губ.) в 1701 г. Сын Алексея Михаил был казачьим сотником.
Есть еще несколько дворянских родов Харитоновы, внесенных во 2 и 3 ч. род. кн. по губ. Калужской, Пензенской и Области Войска Донского.
Один из них — потомство Александра Романовича Харитонова (1765—1826) — из обер-офицерских детей, командира 48-го егерского полка (1813—1820), генерал-майора и георгиевского кавалера (1812) и его жены Анны Карловны (1779/89—1851):
- Елена Александровна(1803 г.р.), жена Комарова Владимира Саввича (1789—1849)
- Екатерина Александровна(1804 г.р.)
- Анна Александровна (1806 г.р.)
- Наталья Александровна(1809 г.р.)
- Александр Александрович (1810—?)
- Юлиана Александровна(1812 г.р.), жена барона Врангеля Александра Васильевича (1794—1841)
- Софья Александровна(1817 г.р.), жена Михаила-Степана Довгирда, литовского дворянина герба Лебедь, лейтенанта Российской Императорской Армии
- Николай Александрович(1819 г.р.)
- Константин Александрович (1820 г.р.)
- Алексей Александрович (1816—1896) действительный тайный советник, сенатор
  - Петр Алексеевич (1852—1916), Государственный контролер
    - Константин Петрович (1881—1942) — земский деятель, член III Государственной думы от Уфимской губернии.

## Описание герба
В лазуревом щите серебряный горный хребет. В золотой главе щита накрест два червленых меча, остриями вверх.
Щит увенчан дворянским коронованным шлемом. Нашлемник: три лазуревых страусовых пера, на них серебряный крест с широкими концами. Намёт на щите справа — лазуревый с серебром, слева — червленый с золотом. Девиз: «ВЕРНОСТЬ, ЧЕСТЬ, ЗАКОН» серебряными буквами на лазуревой ленте. Герб рода Алексея Харитонова внесен в Часть 14 Общего гербовника дворянских родов Всероссийской империи, стр. 149.